# نادی‌کنیی
نادْیْ‌کُنیی (به مجاری:  Nagykónyi) یک شهرداری در مجارستان است که در ناحیه تاماشی واقع شده‌است. نادی‌کنیی ۴۷٫۸ کیلومتر مربع مساحت و ۱٬۱۱۱ نفر جمعیت دارد.